# 6. juli
6. juli er dag 187 i året i den gregorianske kalender (dag 188 i skudår). Der er 178 dage tilbage af året.
Dions dag. Opkaldt efter den italienske martyr Dion. Død i Rom 301

### Begivenheder
Født - Dødsfald
- 1189 - Henrik 2. af England, den første af slægten Plantagenet, dør og efterfølges af Richard 1.
- 1415 - Den tjekkiske reformator Jan Hus, professor ved Karlsuniversitetet i Prag, brændes på kætterbål i Konstanz.
- 1483 - Richard 3. krones som konge af England.
- 1535 - Thomas More, den engelske statsmand, teolog og humanist (forfatter til Utopia)  halshugges i Tower for højforræderi, fordi han nægter at anerkende Henrik 8. af England som den engelske kirkes overhoved.
- 1560 - I Edinburgh sluttes fred mellem England, Skotland og Frankrig efter Belejringen af Leith, der varede i 12 år.
- 1809 - Pave Pius 7., som har udelukket Napoleon fra kirken, tages til fange af franske soldater. I 1804 havde samme pave deltaget i Napoleons kejserkroning i Notre Dame i Paris.
- 1827 - Rusland, England og Frankrig støtter den græske side i Den græske uafhængighedskrig ved i Londontraktaten at opfordre til at fjendtlighederne mellem de græske styrker, der kæmper for uafhængighed, og Osmannerriget indstilles og at Grækenland skal være uafhængigt af Osmannerriget, men dog stadig under osmannisk overherredømme.
- 1849 - Slaget ved Fredericia vindes af de danske tropper, der imidlertid lider større tab end fjenden. General Olaf Rye falder under slaget.
- 1858 - Ni år efter Slaget ved Fredericia bliver statuen "Den danske Landsoldat" af H.W. Bissen afsløret i Fredericia.
- 1867 - Sogneråd afløser sogneforstanderskaberne som politisk ledelse af sognekommunerne.
- 1885 - Den første rabiesvaccine tages i brug; den er udviklet af den franske kemiker Louis Pasteur.
- 1912 - I Stockholm åbnes de 5. olympiske lege med deltagelse af 28 nationer og 2.407 atleter.
- 1919 - Det første luftskib, som krydser Atlanten, engelske R-34, ankommer til New York City.
- 1928 - Den første talefilm, The Lights of New York har premiere i New York City.
- 1938 - Seth Barnes Nicholson opdager Jupiter-månen Lysithea.
- 1942 - Anne Frank og hendes familie må gemme sig for nazisterne i Amsterdam.
- 1944 - En ildebrand, udløst af en artist, som spiser ild, i hovedteltet i Ringling Brothers and Barnum & Bailey Circus i Hartford, Connecticut, dræber 167 personer.
- 1944 - George S. Patton ankommer til Normandiet.
- 1957 - John Lennon og Paul McCartney møder for første gang hinanden.
- 1962 - The Late Late Show, verdens længst kørende talkshow fra samme tv-station, sendes på den irske station RTÉ One for første gang.
- 1964 - The Beatles første spillefilm "A Hard Day's Night" har premiere i London.
- 1966 - Malawi bliver en republik indenfor Commonwealth med dr. Hastings Banda som landets første præsident.
- 1967 - Der udbryder borgerkrig i Nigeria på grund af Biafras selvstændighed.
- 1970 - Som en del af ungdomsoprøret sætter flere kulturpersonligheder sig, heriblandt Klaus Rifbjerg og Ebbe Kløvedal Reich, på Kulturministeriets trappe og ryger hash.
- 1980 - Den afrikanske ørkenstat Mauretanien afskaffer formelt slaveri.
- 1986 - Et kup, anført af Ferdinand Marcos' tilhængere på Filippinerne, mislykkes.
- 1986 - Ifølge en opgørelse passerer Jordens befolkning 5.000.000.000 mennesker.
- 1990 - Den bulgarske præsident Petar Mladenov trækker sig tilbage efter beskyldninger for at have tilkaldt kampvogne til nedkæmpning af en regeringskritisk protest.
- 1994 - Israels premierminister Yitzhak Rabin beder om tid og PLO's formand Yassir Arafat om penge, da de står på samme talerstol i Paris for at modtage Nobels fredspris.
- 1994 - Præsident Bill Clinton bliver den første amerikanske leder, som besøger de baltiske republikker.
- 1997 - Pete Sampras vinder mændenes singlerække i Wimbledon for fjerde gang på fem år.
- 1998 - Den italienske ministerpræsident Silvio Berlusconi idømmes 2 år og 9 måneders fængsel for bestikkelse.
- 2005 - Under G8-topmødet i Gleneagles i Skotland mødes musikerne Bob Geldof og Bono med G8-lederne for at diskutere øget bistand til Afrika. Derefter deltager begge i Edinburgh-koncerten, den sidste koncert i Live 8 serien.

### Født
- 1598 - Kirsten Munk, dansk grevinde og Christian 4.'s elskerinde (død 1658).
- 1781 - Stamford Raffles, britisk kolonibestyrer og handelsmand (død 1826).
- 1796 - Nikolaj 1., russisk zar (død 1855).
- 1876 - Charlotte Munck, dansk sygeplejerske (død 1932).
- 1898 - Hanns Eisler, tysk-østrigsk komponist (død 1962).
- 1900 - Frederica Sagor Maas, amerikansk forfatter (død 2012).
- 1907 - Frida Kahlo, mexicansk maler (død 1954).
- 1909 - Sergej Gritsevjets, sovjetisk major og pilot (død 1939).
- 1916 - Harold Norse, amerikansk forfatter (død 2009).
- 1919 - Ernst Haefliger, schweizisk sanger (død 2007).
- 1921 - Nancy Reagan, amerikansk præsidentfrue (død 2016).
- 1922 - Mads Stage, dansk tegner (død 2004).
- 1923 - Wojciech Jaruzelski, polsk tidligere militærleder og præsident (død 2014).
- 1924 - Louis Bellson, amerikansk jazztrommeslager (død 2009).
- 1927 - Bill Haley, amerikansk rockmusiker (død 1981).
- 1927   - Janet Leigh, amerikansk skuespiller (død 2004).
- 1928 - Hannah Bjarnhof, dansk skuespillerinde (død 2002).
- 1935 - Dalai Lama, Tibets åndelige leder.
- 1935   - Jacques Berg, fransk-dansk forfatter.
- 1936 - Dave Allen, irsk skuespiller og entertainer (død 2005).
- 1938 - Inge Genefke, dansk læge og menneskerettighedsforkæmper.
- 1946 - George W. Bush, amerikansk præsident.
- 1946   - Sylvester Stallone, amerikansk actionfilm-skuespiller.
- 1947 - Carsten Juste, dansk chefredaktør.
- 1957 - Frederik Stjernfelt, dansk filosof.
- 1971 - Mia Lyhne, dansk skuespillerinde.
- 1974 - Ze Roberto, brasiliansk fodboldspiller.
- 1975 - Anders "Anden" Matthesen, dansk stand-up komiker og sanger.
- 1975   - 50 Cent (Curtis James Jackson III), amerikansk rapmusiker.
- 1978 - Nick Culkin, engelsk fodboldmålmand.
- 1982 - Annika Aakjær, dansk sanger, sangskriver og skuespillerinde.
- 1983 - Gregory Smith, canadisk-amerikansk skuespiller.
- 1987 - Kate Nash Engelsk sangerinde/sangskriver

### Dødsfald
- 1415 - Jan Hus, tjekkisk religiøs reformator (født 1369) - brændt på bålet.
- 1535 - Thomas More, engelsk filosof (født 1478) - henrettet.
- 1553 - Edvard 6., engelsk konge (født 1537).
- 1762 - Peter 3., russisk zar (født 1728).
- 1849 - Olaf Rye, dansk-norsk generalmajor (født 1791) - faldet i krig.
- 1854 - Georg Simon Ohm, tysk fysiker (født 1789).
- 1893 - Guy de Maupassant, fransk forfatter (født 1850).
- 1962 - William Faulkner, amerikansk forfatter (født 1897).
- 1967 - Poul Bang, dansk filminstruktør (født 1905).
- 1971 - Louis Armstrong, amerikansk jazzmusiker (født 1901).
- 1973 - Otto Klemperer, tysk dirigent (født 1885).
- 1973 - Joe E. Brown, amerikansk skuespiller (født 1892).
- 1982 - Alma Reville, britisk filmklipper og manuskriptforfatter (født 1899).
- 1986 – Norman Braun, tysk arkitekt (født 1912).
- 2002 - John Frankenheimer, amerikansk filminstruktør (født 1930).
- 2004 - Thomas Klestil, østrigsk diplomat og præsident (født 1932).
- 2005 - Evan Hunter, amerikansk forfatter (født 1926)
- 2009 - Robert McNamara, tidligere amerikansk forsvarsminister (født 1916).
- 2020 - Ennio Morricone, italiensk komponist (født 1928).
- 2024 - André Drege, norsk cykelrytter (født 1999).

|  | Denne datoartikel kan blive bedre, hvis der indsættes et (bedre) billede Du kan hjælpe ved at afsøge Wikimedia Commons for et passende billede eller uploade et godt billede til Wikimedia Commons iht. de tilladte licenser og indsætte det i artiklen. |